# Peter Holler
Peter Holler (* in Hamburg; † September 2009) war ein deutscher Songschreiber und Rocksänger.

## Karriere
Holler veröffentlichte seine ersten Alben in den 1970er Jahren. Nachdem einige Songs im Radio zu hören waren, stieg die Bekanntheit von Holler und dessen Band Hamburg City Rock Band (HCR). Es folgten Club-Tourneen durch Deutschland und einige Nachbarländer. Weiterhin spielte Holler auf bekannten Festival-Bühnen, u. a. im Vorprogramm für Joe Cockers „Night Calls“-Tour, auf dem Water Festival in Stockholm, dem Donau-Festival in Wien oder dem Montreux Jazz Festival. Peter Holler gründete in den 1990er Jahren ein eigenes Label und den Verlag „HHCR Musik“.
Sein letztes Album Lied, aufgenommen 2009, ist postum im Herbst 2010 erschienen.

## Veröffentlichungen
- 1979: Same (Vinyl)
- 2004: Derya (Single)
- 2004: Radio Marseille (Album)
- 2005: Peter Holler (Debütalbum, Re-release)
- 2006: Ballade für Frenchi (Album)
- 2007: Peter Holler - Solo Akustisch LIVE Fabrik Hamburg (Album)
- 2010: "Lied" (Letztes Album)